# Польша на «Детском Евровидении — 2003»
Польша дебютировала на «Детском Евровидении — 2003», проходившем в Копенгагене, Дания, 15 ноября 2003 года. На конкурсе страну представила Катажина Журавик с песней «Coś mnie nosi», выступившая седьмой. Она заняла последнее (шестнадцатое) место, набрав 3 балла.

## Национальный отбор
Национальный отбор прошёл 28 сентября 2003 года. Победитель был определён телеголосованием.
| Junior Krajowe Eliminacje 2003 — 28 сентября 2003 | Junior Krajowe Eliminacje 2003 — 28 сентября 2003 | Junior Krajowe Eliminacje 2003 — 28 сентября 2003 |
| №                                                 | Артист                                            | Песня                                             |
| ------------------------------------------------- | ------------------------------------------------- | ------------------------------------------------- |
| 01                                                | Агата Корвин                                      | «Dziecko na pokaz»                                |
| 02                                                | Юстина Косела                                     | «Wakacyjna niespodzianka»                         |
| 03                                                | Агата Стодольна                                   | «Kropeleczka»                                     |
| 04                                                | Зузанна Мадейска                                  | «Ty»                                              |
| 05                                                | Магдалена Цвиклинска                              | «Bluesowe zwierzaki»                              |
| 06                                                | Stonoga                                           | «Trzepak show»                                    |
| 07                                                | Каспер Зборовски-Вейхман                          | «Lato»                                            |
| 08                                                | Себастьян Плевински                               | «Jeśli kochacz»                                   |
| 09                                                | Wigor                                             | «Wrzuć na luz»                                    |
| 10                                                | Марта Мощинска                                    | «W obronie marzeń»                                |
| 11                                                | Марина Лученко                                    | «Sen»                                             |
| 12                                                | Доминика Рыдз                                     | «Mój świat»                                       |
| 13                                                | Катажина Журавик                                  | «Coś mnie nosi»                                   |

## На «Детском Евровидении»
Финал конкурса транслировал телеканал TVP2, комментатором которого был Ярослав Кульчицки. Катажина Журавик выступила под седьмым номером перед Норвегией и после Северной Македонии, и заняла последнее (шестнадцатое) место, набрав 3 балла.

## Голосование[5]
| Баллы     | Страна     |
| --------- | ---------- |
| 12 баллов |            |
| 10 баллов |            |
| 8 баллов  |            |
| 7 баллов  |            |
| 6 баллов  |            |
| 5 баллов  |            |
| 4 балла   |            |
| 3 балла   | Белоруссия |
| 2 балла   |            |
| 1 балл    |            |

| Баллы     | Страна         |
| --------- | -------------- |
| 12 баллов | Белоруссия     |
| 10 баллов | Хорватия       |
| 8 баллов  | Испания        |
| 7 баллов  | Великобритания |
| 6 баллов  | Бельгия        |
| 5 баллов  | Дания          |
| 4 балла   | Мальта         |
| 3 балла   | Латвия         |
| 2 балла   | Румыния        |
| 1 балл    | Греция         |